# Cratere Olga
Olga  è un cratere sulla superficie di Venere.